# Jubileum Volume II
Jubileum Volume II es un álbum recopilatorio de la banda sueca Bathory. Es el segundo álbum de la trilogía Jubileum.

## Lista de canciones
1. "The Return of the Darkness and Evil" – 4:59 (del álbum Scandinavian Metal Attack) *
2. "Burnin' Leather" – 3:54
3. "One Rode to Asa Bay" – 9:20 (del álbum Hammerheart)
4. "The Golden Walls of Heaven" – 5:23 (del álbum Blood Fire Death)
5. "Call from the Grave" – 4:58 (del álbum Under the Sign of the Black Mark)
6. "Die in Fire" – 3:36 (del álbum Scandinavian Metal Attack)
7. "Shores in Flames" – 10:44 (del álbum Hammerheart)
8. "Possessed" – 2:40 (del álbum The Return......)
9. "Raise the Dead" – 3:40 (del álbum Bathory)
10. "Total Destruction" – 3:50 (del álbum The Return......)
11. "Bond of Blood" – 7:37 (del álbum Twilight of the Gods)
12. "Twilight of the Gods" – 13:40 (del álbum Twilight of the Gods)

* También apareció en el álbum The Return......, pero en diferente versión, de 3:52 min de duración.

## Créditos
- Quorthon – Voz, guitarra, bajo, batería, teclado, sintetizador y letras.
- Rickard Bergman – Bajo.
- Stefan Larsson – Batería.
- Andreas Johansson – Bajo.
- Paul Pålle Lundburg - Batería.
- Kothaar - Bajo.
- Vvornth - Batería.

- Datos: Q264037